# Дубайс ибн Али
Нур ад-Даула («Свет государства») Дубайс ибн Али (тур. Nûrüddevle I. Dübeys, араб. نور الدولة دبيس بن علي‎) — второй правитель эмирата Мазъядидов, расположенного на берегах Евфрата между Хитом и Куфой, в 1017/18—1081/82 годах. На долгий период правления Дубайса пришлось завоевание Месопотамии Сельджукидом Тогрул-беком. Дубайс вместе с военачальником Буидов, Арсланом аль-Басасири, разбил сельджукское войско у Синджара, но затем был вынужден примириться с Тогрулом.

## Биография
Отцом Дубайса был первый правитель эмирата Мазъядидов, Али I ибн Мазъяд. Последние годы правления Али воевал с родственным бени Мазъяд племенем бени Дубайс, чтобы отомстить им за своего брата Мухаммада, убитого в  1010/11 году. Известно об одной жене Али, которая была из бени Дубайс. Неизвестно, была ли она матерью Дубайса. Единственная информация о Дубайсе до смерти его отца сообщена Ибн аль-Асиром. Не позднее 1014 года Али собирался воевать с Анназидом Абуль Шауком, правителем эмирата в восточном Ираке, но после переговоров они достигли согласия, а Дубайс ибн Али женил на сестре Абуль Шаука.
После того, как Дубайс наследовал отцу, скончавшемуся в  апреле 1018 года, он не продолжил политику вражды с бени Дубайс. Согласно Ибн Халликану, в 1018 году Дубайсу было 14 лет. Брат Дубайса Мукаллад заявил права на эмират и поднял мятеж, но Дубайс I одержал над ним победу. Мукаллад укрылся у Укайлидов в Мосуле. После смерти правившего в Багдаде в  1025 году Буида Султан ад-Даулы началась борьба за власть между его сыном Абу Калиджаром и братом Джалал ад-Даулой. В этом противостоянии Дубайс встал на сторону Абу Калиджара, а Мукаллад — на сторону Джалал ад-Даулы. Последний выиграл и в отместку Дубайсу в 1030 году вместе с бени Хафадж (одна из трёх частей племени бану Укайл) и Мукалладом напал на Дубайса и изгнал его. Лишь уплатив крупную сумму денег, Дубайс смог договориться с Джалал ад-Даулой и вернуться в свой эмират. В  1033 году другой брат Дубайса, Табит, при поддержке Мукаллада и Арслана аль-Басасири, военачальника Буидов, выступил против Дубайса. После кровопролитной войны Дубайс был вынужден оставить часть эмирата Табиту.
15 декабря 1055 года имя сельджукида Тогрул-бека было произнесено в Багдаде в ходе пятничной молитвы, а 18 декабря он торжественно вошёл в город со своим двоюродным братом Кутулмышем . Номинально он просто проходил через Багдад во время хаджа. Присутствие его войск вызвало беспорядки.  23 декабря Тогрул арестовал буидского эмира за неспособность контролировать людей. Арслан аль-Басасири со своими войсками покинул город и отправился на захват Мосула, контролировавшегося Укайлидом Курайшем, вассалом сельджукидов. Дубайс начал опасаться сельджукидов и поддержал аль-Басасири, проводившего профатимидскую политику. В ответ Тогрул отправил Кутулмыша с сельджукским войском на помощь Курайше. Зимой 1056/57 годов Дубайс в союзе с аль-Басасири прибыл в район Синджара, где  9 января 1057 года они нанесли поражение сельджукам. Кутулмыш сбежал в Азербайджан. После этого Тогрул лично прибыл в Мосул, чтобы не допустить его захвата аль-Басасири. Дубайс быстро переметнулся и примкнул к султану. В такой ситуации аль-Басасири не рискнул воевать один и вернулся в Рахбу. Вернувшись в свои земли, Дубайс нашёл их в плачевном состоянии — множество людей погибло от свирепствовавшей чумы.
В 1059 году, когда Тогрул покинул Багдад и отправился подавить мятеж своего брата, Ибрагима Инала, в Мосуле, аль-Басасири захватил Багдад. В июле 1059 года Тогрул победил своего брата и вернулся. Он вступил в переговоры, которые длились до 14 декабря 1059 года, когда аль-Басасири бежал из города со своей семьёй. Его правление в Багдаде продержалось сорок недель. Аль-Басасири направился к Куфе, намереваясь укрыться у Дубайса. 15 января близ Куфы их настигла конница сельджуков. Дубайс успел бежать, а аль-Басасири вступил в бой. В его лошадь попала стрела, он упал и был убит на месте, а его голову доставили Тогрулу в Багдад. После гибели аль-Басасири Тогрул простил Дубайса, и последнему удалось сохранить свое положение.
Дубайс умер в  марте 1082 года. Согласно аз-Захаби, ему было около 80 лет. Дубайса сменил его сын Баха ад-Даула Абу Камил Мансур, правивший краткий период времени, а в  июне/июле 1086 года, после смерти Мансура, ему на смену пришёл сын Абу-ль-Хасан Сайф ад-Даула Садака ибн Мансур.
Дубайс был богат, известно, что он оставил 80 тысяч динаров. Халиф аль-Каим Биамриллах подарил Дубайсу коня с серебряным седлом, но Дубайс отказался от этого подарка, сказав, что Хезарисб, вали Ахваза, получил лошадь с золотым седлом. Халиф, который проявил терпение из-за любезности, ответил словами имама Шафии: «Я не дам никому больше, чем он достоин».

## Семья
Известно, что одной из жён Дубайса была сестра Анназида Абуль Шаука (брак заключён в 400 г. Х.).
У Дубайса были сыновья: Мансур, женой которого была дочь буидского военачальником Арслана аль-Басасири (брак заключён в 445 г. Х.) и Бадран. По словам Ибн аль Джаузи, у Дубайса был «злой глаз», всё, что ему нравилось — погибало. Однажды он посмотрел на своего сына Бадрана и назвал его красивым, после чего сын умер. Также историк писал, что Дубайс не любил своего внука, Садаку, объясняя это своим сном, в котором Садака добрался до неба с топором в руке, срубил звёзды, а затем упал. Этот сон Дубайс истолковывал так: Садака высоко поднимется, но потратит много денег на разжигание раздоров и погубит семью.